# EC Água Santa
EC Água Santa is een Braziliaanse voetbalclub uit Diadema, in de deelstaat São Paulo. 

## Geschiedenis
De club werd opgericht in 1981 en was aanvankelijk een amateurclub. Door de goede prestaties van de club besloten ze een profclub te worden en in 2013 begon de club in de Segunda Divisão, de vierde hoogste klasse van het Campeonato Paulista. De club bereikte meteen de finale om de titel en won de heenwedstrijd met 5-2 van Matonense, maar verloor de terugwedstrijd met 4-0 waardoor ze de titel niet wonnen, maar ze promoveerden wel. Het volgende seizoen in de Série A3 bereikte de club de tweede groepsfase en werd daar tweede achter Novorizontino, maar opnieuw werd promotie afgedwongen. In de Série A2 werd de club vierde en promoveerde zo voor een derde keer op rij. De opmars werd gestopt in de Paulistão van 2016, waar de club slachtoffer werd van competitiehervorming. Normaal degradeerden vier clubs, maar dit jaar zes clubs waardoor de club voor het eerst degradeerde. In 2017 werd de club winnaar van de reguliere competitie, maar verloor in de eindronde van Bragantino, waardoor een onmiddellijke terugkeer bij de elite verhinderd werd. Na een kwakkelseizoen in 2018 werd de club in 2019 winnaar van de reguliere competitie. In de eindronde sneuvelde de club in de halve finale tegen Santo André. Door de fusie tussen eersteklassers Red Bull Brasil en Bragantino promoveerde de club alsnog. Na een degradatie in 2020 keerde de club na één seizoen terug. 
De club kende voor het eerst succes in 2022 toen de club vicekampioen werd achter topclub Palmeiras. In 2025 degradeerde de club.